# باند مینی‌کار

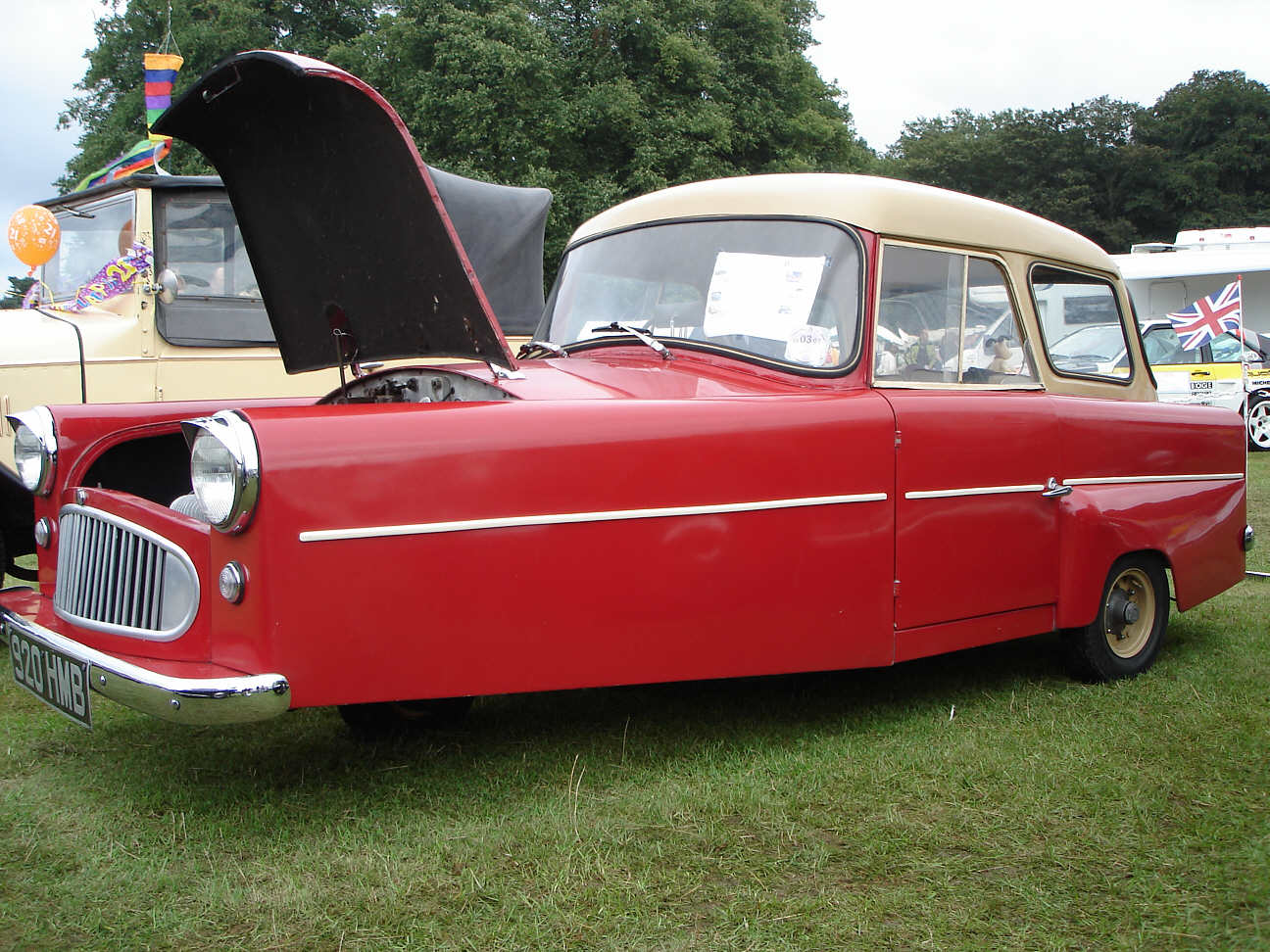

باند مینی‌کار (Bond Minicar) خودرویی است که در سال‌های ۱۹۴۹ تا ۱۹۶۶تولید شده‌است.
طراحی آن خودروهای موتور جلو-محور جلو بوده طول آن در حالت عادی ۲٬۶۴۰ میلیمتر (۱۰۴ اینچ) است. سیستم جعبه‌دندهٔ آن به صورت دستی است.